# Liburnascincus mundivensis
Liburnascincus mundivensis là một loài thằn lằn trong họ Scincidae. Loài này được Broom mô tả khoa học đầu tiên năm 1898.